# Maxime David (philosophe)
Pour les articles homonymes, voir Maxime David.
Maxime David, né le 30 mai 1885 dans le 9e arrondissement de Paris et mort pour la France le 1er octobre 1914 à Saint-Mard-les-Triots dans le département de la Somme, est un philosophe et traducteur français du XXe siècle. Son nom est inscrit au Panthéon parmi les 560 écrivains morts au combat pendant la Première Guerre mondiale. Époux de la femme de lettres Jeanne Maxime-David, il est le père de l'helléniste Jacqueline de Romilly, deuxième femme élue à l'Académie française.

## Biographie
Maxime Jules David, né le 30 mai 1885 au no 2 de la rue Pigalle à Paris, est le fils de Lucien David (1858-1902), associé d'agent de change, et d'Alice Bella Jeanne Ehrenberg (1864-1932).
En classe de seconde classique au lycée Janson-de-Sailly, il obtient le premier prix de version latine, le premier de thème grec et le deuxième prix de version grecque au concours général en 1900, les mêmes places en version que sa fille Jacqueline en 1930,.
La famille vit un drame lorsque son père, Lucien David, est assassiné à Étretat par six balles de pistolet en septembre 1902. Le « drame d'Étretat »,, qui fait la une des journaux lors du procès aux assises de Rouen, est considéré comme un crime passionnel commis par Jean Syndon, qui entretenait une relation avec Alice Ehrenberg-David,.
Après avoir réussi le concours d'entrée à l'École normale supérieure, dans la section lettres, en juillet 1903, il doit s'engager pour effectuer une année de service militaire au 28e régiment d'infanterie de novembre 1903 à septembre 1904.
Licencié ès lettres en septembre 1903, il entre à l'École normale supérieure à l'automne 1904 et rédige sous la direction d'Émile Durkheim un mémoire pour son diplôme d'études supérieures sur Le Communisme sexuel en Australie. Parallèlement, il prépare l'agrégation de philosophie, qu'il réussit à la première place en 1907. Au cours de l'année 1908-1909, il suit les cours de Marcel Mauss à l'École pratique des hautes études (section des sciences religieuses) et prend part à ses travaux sur l'anthropologie des Inuits, notamment sur la thématique du communisme sexuel.
Pendant les cours d'Henri Bergson au Collège de France, il fait la connaissance Jeanne Malvoisin (1886-1976) et l'épouse le 16 septembre 1909 à la mairie du 16e arrondissement de Paris. Le critique littéraire Édouard Rod est l'un des témoins de la mariée et Charles Ferdinand-Dreyfus est témoin de Maxime au côté de son frère Pierre. Les jeunes mariés partent s'installer à Avignon, où Maxime est nommé professeur de philosophie au lycée, puis à Saint-Quentin jusqu'à l'été 1912,.
Il écrit des comptes-rendus critiques sur des textes parus en langue anglaise pour la revue L'Année sociologique d'Émile Durkheim de 1906 à 1912 et publie des traductions en français d'œuvres de penseurs étrangers : l’Écossais David Hume, l’Américain William James et l’Allemand Eduard Meyer.

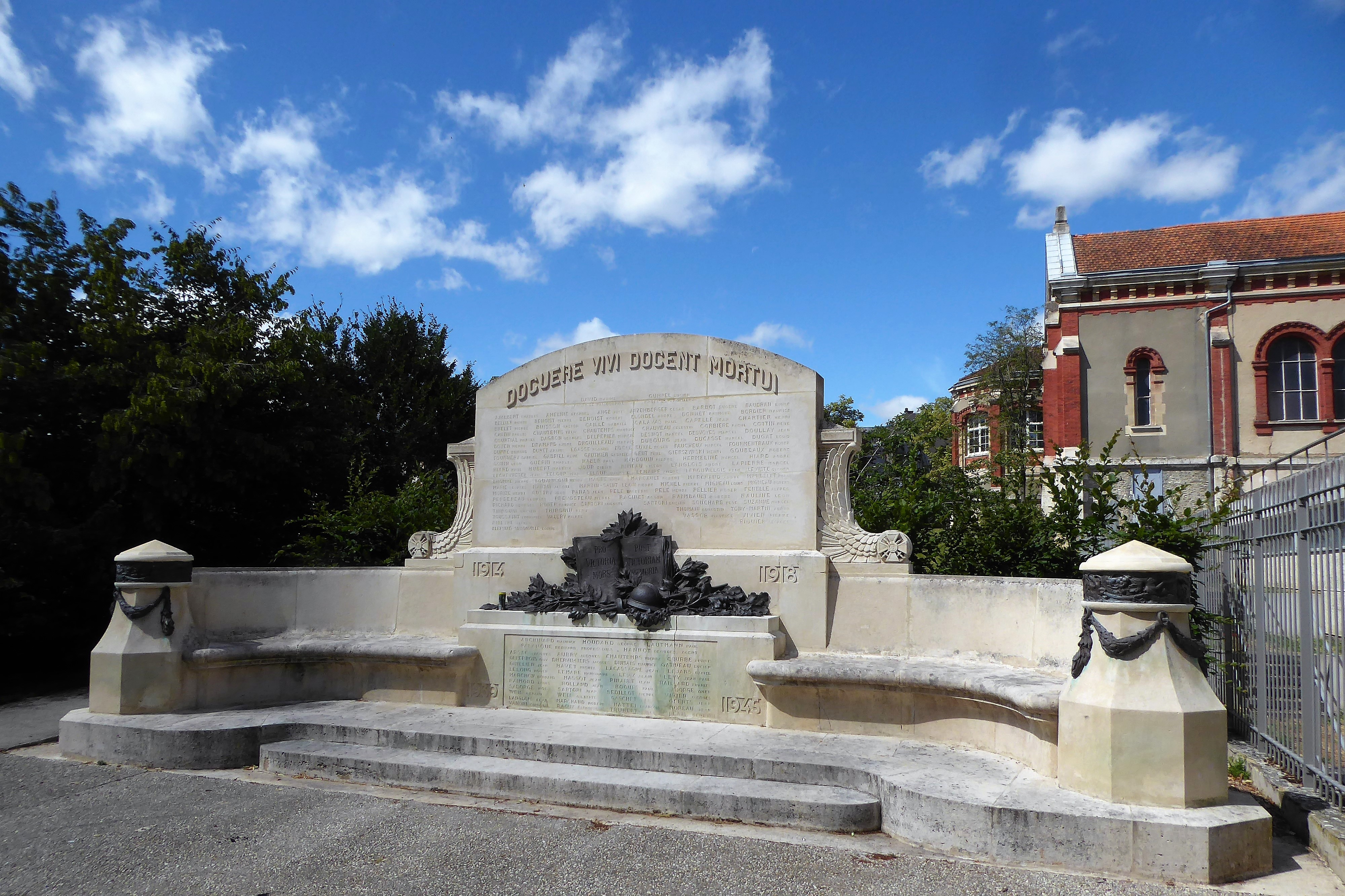
Monument aux morts du lycée Marceau de Chartres.

C'est à Chartres, où il est muté au lycée Marceau en 1912, que naît leur fille Jacqueline en mars 1913. Il prononce le traditionnel discours au lycée, succédant au professeur Lucien Gumpel, lors de la remise des diplômes en juillet 1914 sur le thème du rire et du comique.
Lors de la mobilisation en août 1914, il est rappelé au 102e régiment d'infanterie. D'abord retenu au dépôt, il part fin septembre avec les renforts destinés à remplacer les lourdes pertes des combats de son régiment lors de la bataille des Frontières et la bataille de la Marne et envoie un télégramme à sa femme : « Je pars très content ; t'inquiète nullement ». Émile Mayer écrit que « débarqué le matin du 1er octobre 1914 à Saint-Mard-les-Triots, près de Roye, il était engagé le soir même vers les tranchées de première ligne que l'ennemi venait de prendre. Au moment de l'assaut, avant d'avoir pu faire un pas en avant, Maxime David tomba, tué d'une balle à la tête »,,.

## Œuvres

### Œuvres principales
- Frédéric Rauh, « Critique des théories morales », dans Études de morale, recueillies et publiées par ses élèves, Paris, Alcan, 1911 (lire en ligne), p. 5-132.
- Berkeley, Choix de textes avec étude du système philosophique, 1912.

### Traductions
- David Hume (trad. Maxime David), Œuvres philosophiques choisies : Enquête sur l'entendement humain, t. I, Paris, Librairie Félix Alcan, 1912 (lire en ligne).
- David Hume (trad. Maxime David), Œuvres philosophiques choisies : Dialogues sur la religion naturelle, t. I, Paris, Librairie Félix Alcan, 1912 (lire en ligne).
- David Hume (trad. Maxime David), Œuvres philosophiques choisies : Traité de la nature humaine, t. II, Paris, Librairie Félix Alcan, 1912 (lire en ligne).
- Eduard Meyer (trad. Maxime David), Histoire de l'antiquité : Introduction à l'étude des sociétés anciennes, t. I, Paris, Geuthner, 1912 (lire en ligne).
- William James (trad. Maxime David), L'Idée de vérité, t. I, Paris, Librairie Félix Alcan, 1913 (lire en ligne).

## Distinctions
- Médaille militaire, à titre posthume, arrêté du 24 décembre 1920[27].
- Croix de guerre 1914–1918, étoile de bronze.
- 1915 : Prix Saintour de l'Académie française pour Berkeley[28].

## Hommages
- Le nom de Maxime David est inscrit au Panthéon dans la liste des 560 écrivains morts pour la France[29].
- Son nom figure sur les monuments commémoratifs du lycée Janson-de-Sailly, du lycée Louis-Le-Grand, de l'École normale supérieure et de la Sorbonne à Paris, et sur les monuments aux morts de Chartres et du lycée Marceau.